# Oxburgh Hall
Oxburgh Hall est une maison de campagne entourée de douves située à Oxborough, dans le Norfolk, en Angleterre. Le manoir est construit pour Sir Edmund Bedingfeld qui obtient une licence de crénelage en 1482. Les Bedingfeld acquièrent le manoir d'Oxborough par mariage au début du XVe siècle, et la famille vit dans le château depuis sa construction, bien que la propriété soit passée au National Trust for Places of Historic Interest or Natural Beauty en 1952. La maison subit d'importants travaux de rénovation au milieu du XIXe siècle sous John Chessell Buckler et Augustus Pugin.

## Histoire

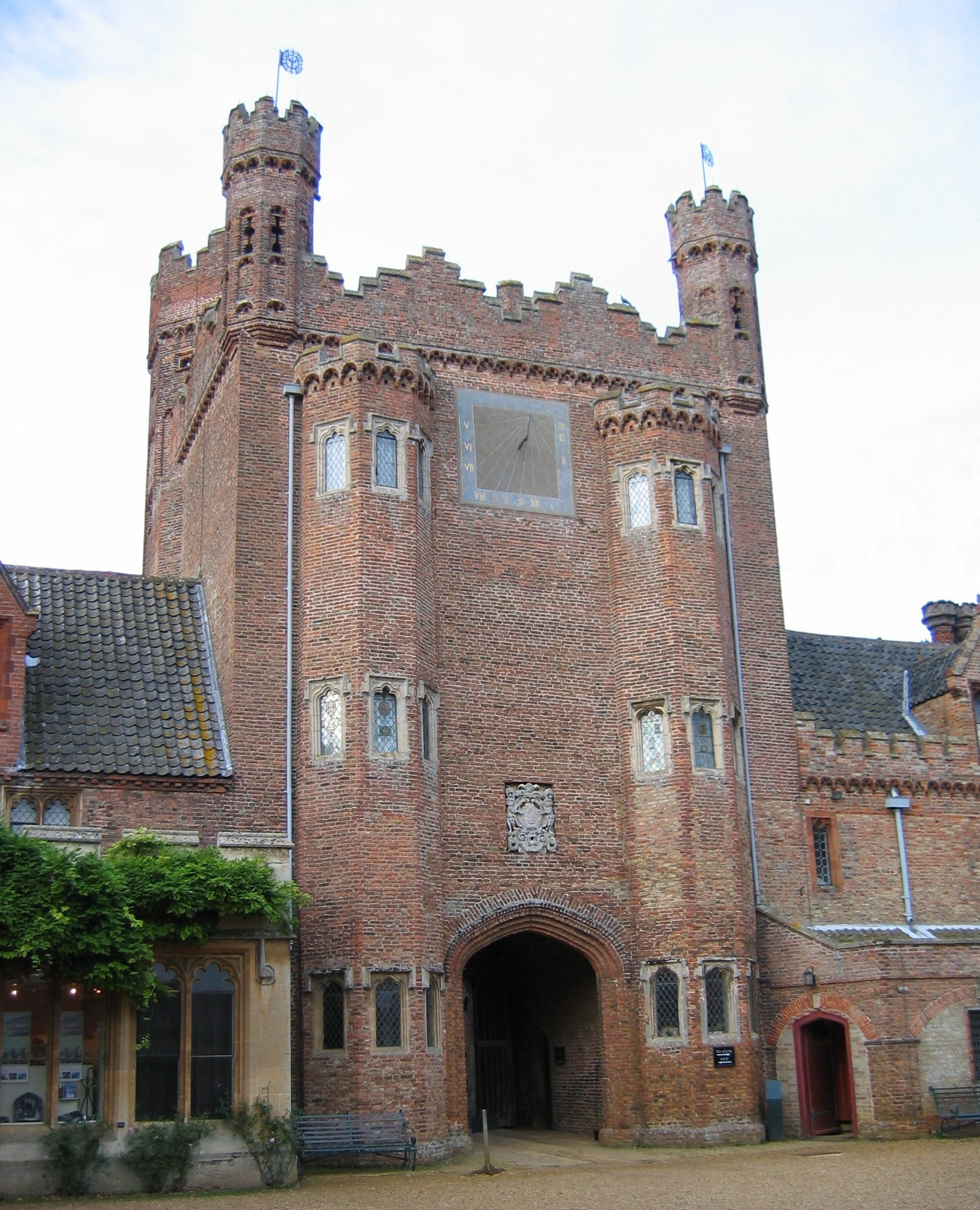
Le devant de la cour de la maison de gardien, avec des tours d'escalier polygonales jumelées

Exemple d'une grande maison de la fin du Moyen Âge tournée vers l'intérieur, Oxburgh se dresse dans un fossé carré d'environ 75 mètres de chaque côté et est à l'origine clos ; la rangée de bâtiments faisant face à la guérite est démolie en 1772 pour Sir Richard Bedingfeld, offrant une maison en forme de U plus ouverte, avec l'extrémité ouverte du U faisant face au sud. L'entrée, accessible par un pont à trois arches du côté nord, se fait par une guérite fortifiée, décrite par Nikolaus Pevsner comme « la plus importante des guérites anglaises en briques du XVe siècle » . La porte est conçue pour évoquer le pouvoir et le prestige du propriétaire, bien qu'en tant que fortification sa valeur soit en grande partie symbolique ; il est flanqué de hautes tours polygonales s'élevant sur sept niveaux, avec des ailes symétriques s'étendant de chaque côté qui ne révèlent rien à l'extérieur de leurs différentes dispositions internes. Vers 1835, l'extrémité ouverte du U est comblée par une gamme pittoresque, en aucun cas archéologiquement correcte, qui recrée la cour centrale . D'autres ajouts victoriens comprennent les pignons à gradins de style flamand, la tour sud-est massive, les oriels surplombant les douves et les cheminées en terre cuite. Quatre tours sont ajoutées au potager clos de murs. Dans les années 1830, sous Sir Henry Richard Paston-Bedingfield, John Chessell Buckler et Augustus Pugin sont chargés de restaurer et de développer le manoir. Une chapelle est ajoutée, et le potager clos de murs et les jardins de fleurs sont reconstruits. Une écurie est également ajoutée.
Le manoir est connu pour son trou de prêtre. Les catholiques Bedingfeld ont construit le placard, accessible par des toilettes, pour permettre la dissimulation des prêtres . Le manoir est également remarquable pour les tentures d'Oxburgh, les tentures à l'aiguille de Marie Stuart et Bess de Hardwick. Mary travaille dessus pendant son emprisonnement en Angleterre, sous la garde du comte de Shrewsbury .
Un parc paysager est aménagé au sud et à l'ouest de la maison dans les années 1830. Un parterre à la française est alors aménagé à l'est des douves et un terrain d'agrément à l'ouest de la nouvelle chapelle est également créé. Le domaine propose un certain nombre de promenades dans les bois, dont un sentier « Woodland Explorer ».
Oxburgh Hall et le domaine restant sont mis aux enchères par lots en 1950. Le manoir et les jardins devaient être démolis en 1951, mais sont sauvés lorsque Sybil, Lady Bedingfeld, sa fille Mme Frances Playford et sa nièce Mme Violet Hartcup collectent suffisamment de fonds pour racheter Oxburgh avant de le donner au National Trust en 1952 .
En 2021, le Trust annonce des plans pour la conversion des 175 acres de terres d'Oxburgh des terres agricoles en bois et pâturages respectueux de la faune. Le projet est éclairé par l'utilisation de photographies prises lors d'un relevé aérien de la RAF en 1946 et verra la plantation de 227 arbres pour recréer des habitats pour la faune locale.
Le manoir est classée Grade I sur la Liste du patrimoine national de l'Angleterre depuis 1951. Il s'agit du plus haut niveau de protection . Les jardins paysagers et formels sont classés Grade II sur le registre des parcs et jardins historiques depuis 1987 .

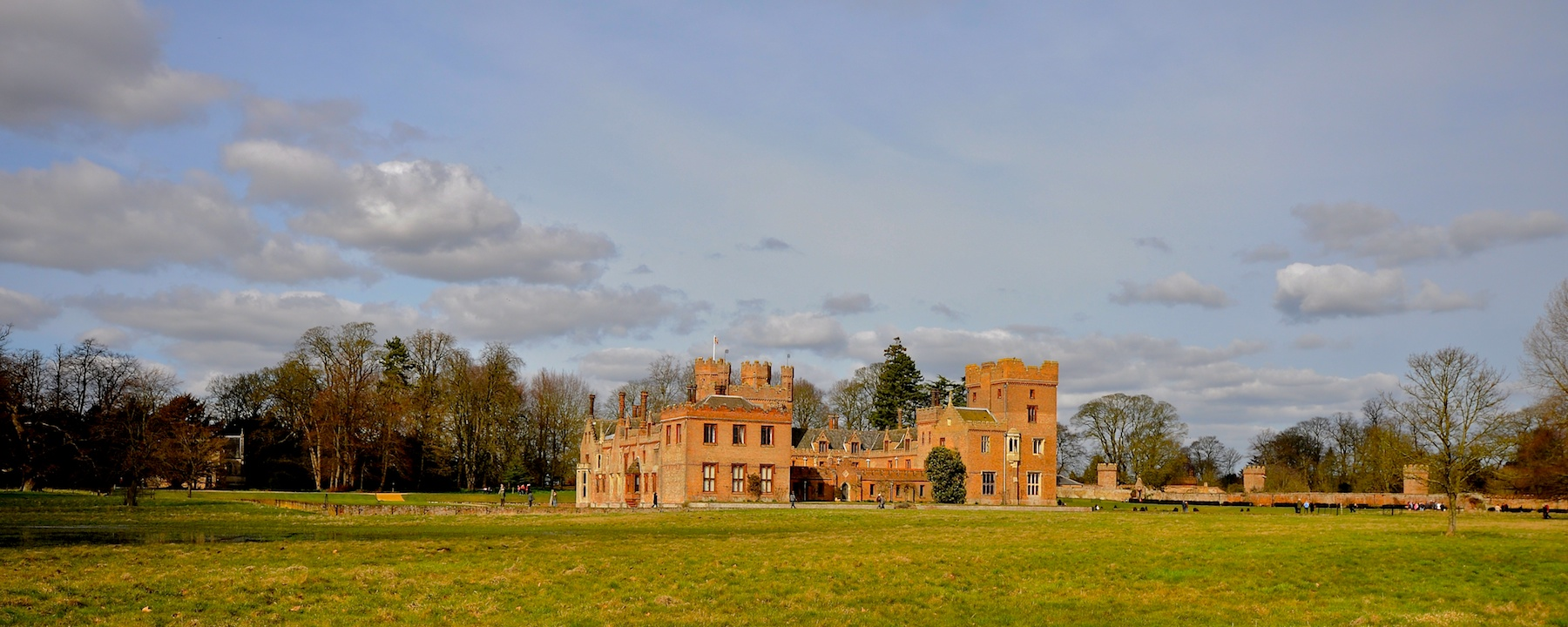
Le manoir vu du sud
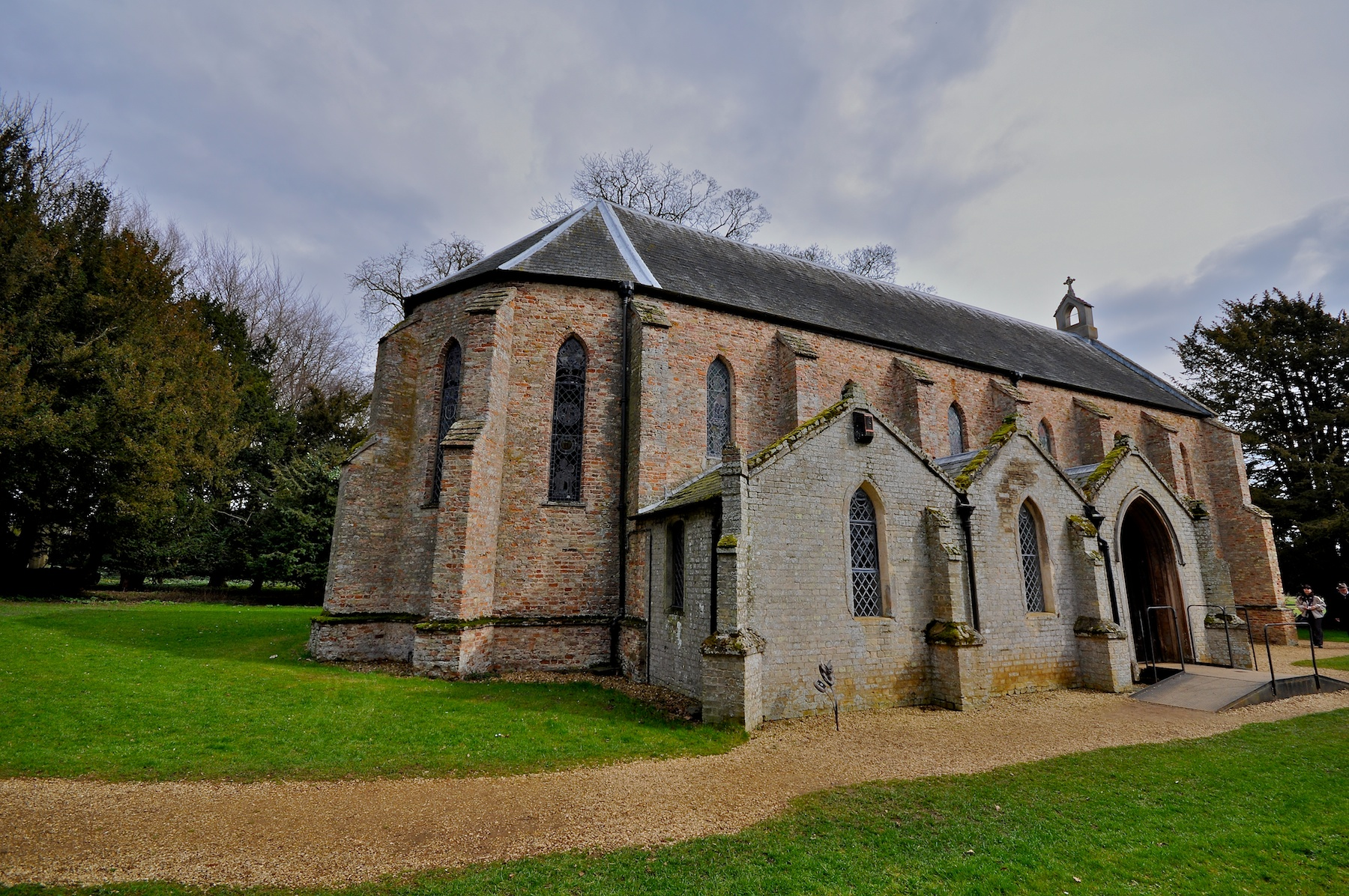
La chapelle du XIXe siècle
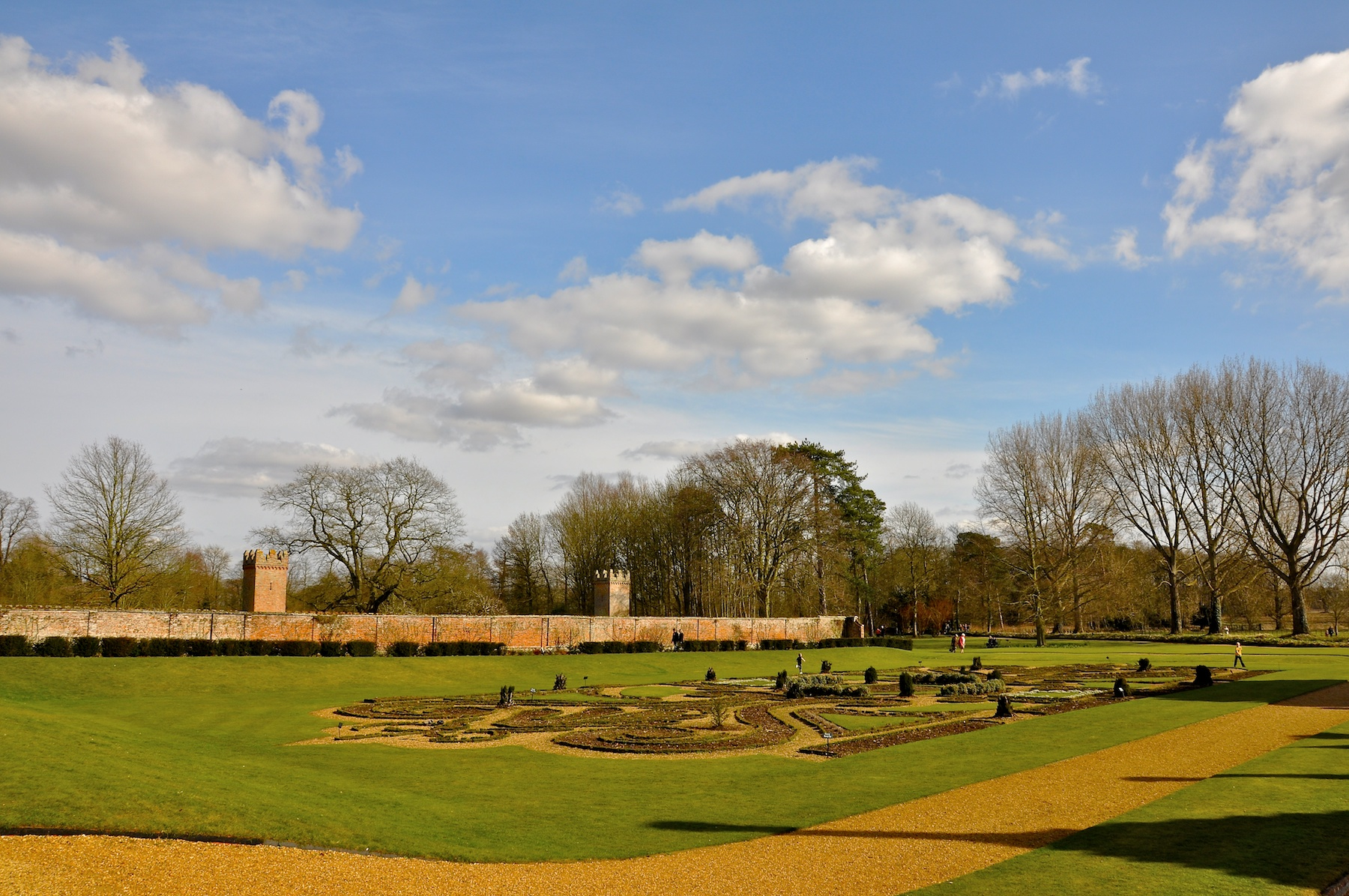
Un modèle victorien, le parterre situé dans la pelouse

## Sources
- Oliver Garnett, Oxburgh Hall, London, National Trust for Places of Historic Interest or Natural Beauty, 2000 (ISBN 1-84359-086-7, OCLC 1101258406, lire en ligne)
- Nikolaus Pevsner et Bill Wilson, Norfolk 2: North-West and South, New Haven, US and London, Yale University Press, coll. « The Buildings Of England », 2002 (ISBN 978-0-300-09657-6, lire en ligne)